# John Russell (1. hrabia Bedford)

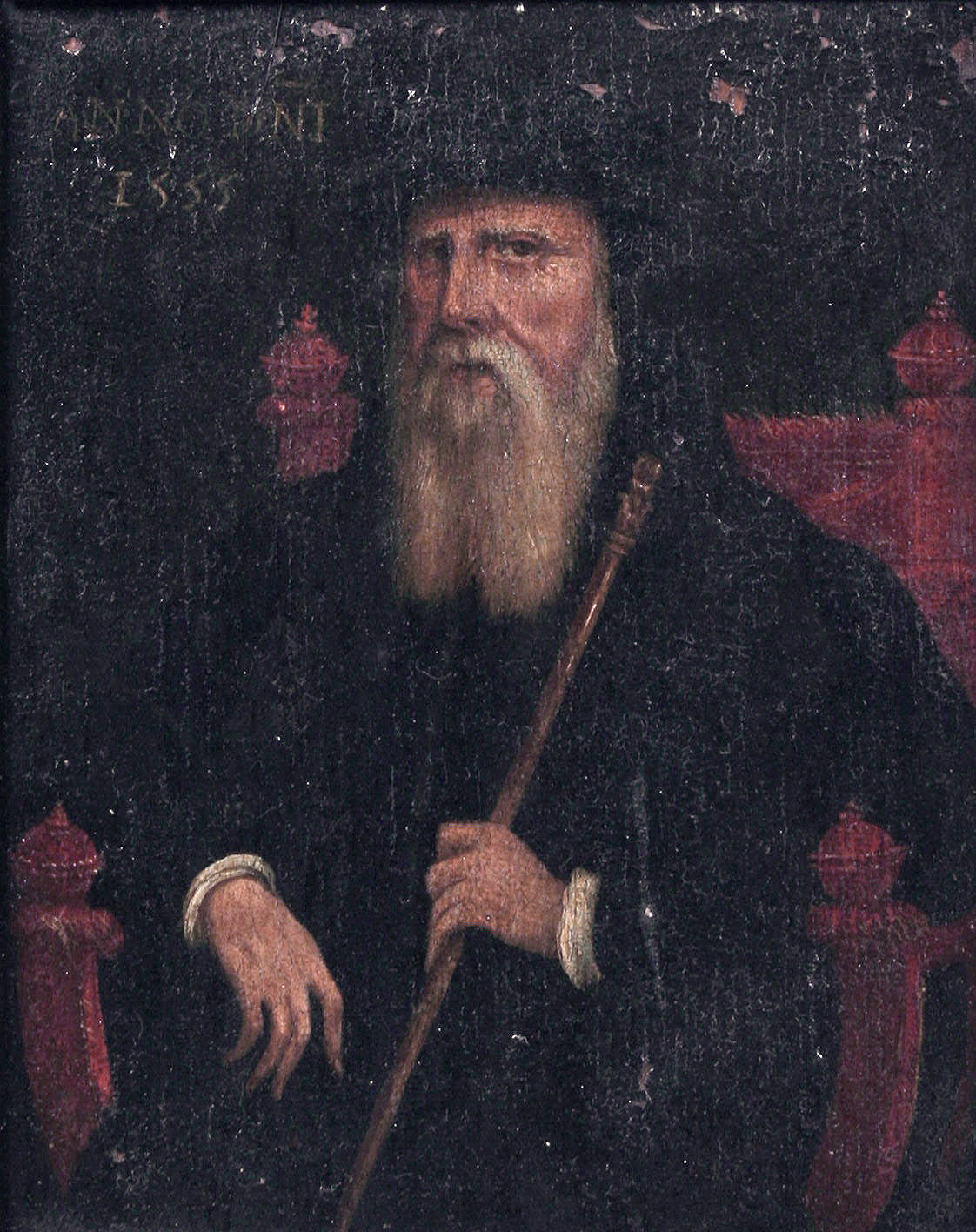
Portret Johna Russella, 1. hrabia Bedford

John Russell, 1. hrabia Bedford (ur. ok. 1485, zm. 14 marca 1555) – angielski arystokrata, polityk i dworzanin z czasów Tudorów. Służył wiernie Henrykowi VIII, Edwardowi VI oraz Marii I, piastując liczne wysokie stanowiska państwowe i wojskowe.

## Życiorys

### Pochodzenie i młodość
John Russell pochodził z rodziny Russellów z Dorset. Był synem Jamesa Russella i Alice Wise z Devonu. Urodził się prawdopodobnie około 1485 roku. Rodzina nie należała do najwyższej arystokracji, ale Russell dzięki służbie wojskowej i dyplomatycznej szybko zdobywał wpływy na dworze.

### Kariera
W młodości służył wojskowo, uczestnicząc m.in. w kampanii francuskiej w 1513 roku. Później zajmował się misjami dyplomatycznymi – odwiedzał Hiszpanię i Niemcy jako przedstawiciel angielskiej korony.
W 1539 roku został członkiem Tajnej Rady Królewskiej, a rok później otrzymał tytuł barona Russell. W 1542 roku został lordem szambelanem, a w 1543 roku awansował na lorda admirała. W 1550 roku, za panowania Edwarda VI, nadano mu tytuł hrabiego Bedford.

### Działalność polityczna
Russell był zwolennikiem reformacji, wspierał działania Henryka VIII wobec Kościoła katolickiego i opowiadał się za reformami Edwarda VI. W 1549 roku stłumił tzw. rebelię modlitewników w Devon i Kornwalii, dowodząc siłami królewskimi.
Po śmierci Edwarda VI poparł Marię I, mimo jej powrotu do katolicyzmu – co pokazuje jego lojalność wobec legalnej monarchii i polityczny pragmatyzm.

### Śmierć i dziedzictwo
Zmarł 14 marca 1555 roku. Jego syn, Francis Russell, odziedziczył tytuł hrabiego Bedford, a później został mianowany markizem. Rodzina Russellów odgrywała istotną rolę w życiu politycznym Anglii w kolejnych stuleciach, a w XVIII wieku uzyskała tytuł księcia Bedford.